# Sotke mut
Sotke mut (in finlandese "Coinvolgimi!") è il primo album di Sanni, pubblicato il 20 ottobre 2013
L'album è entrato nella classifica degli album più venduti nella 39ª settimana, raggiungendo la 9ª posizione.
Sotke mut è disco di platino in Finlandia.

## Tracce
Testi e musiche di Hank Solo e Sanni Kurkisuo e nella traccia n° 7 anche Thomas Kirjonen.
1. Prinsessoja ja astronautteja – 3:58
2. Sotke mut (S&M) – 3:50
3. Jos mä oon oikee – 4:05
4. Hakuna matata – 3:27
5. Me ei olla enää me – 3:53
6. Dementia – 3:28
7. Kiinni (feat. Kasmir) – 4:36
8. Kiitos & anteeksi – 2:36
9. Utopiaa – 4:01
10. 56 km – 1:38
11. XO terkkuja kotiin! – 4:06
12. Luodinkestävä – 5:39

## Classifica
| Classifica | Massima posizione |
| ---------- | ----------------- |
| Finlandia  | 9                 |